# Desmiphora pitanga
Desmiphora pitanga là một loài bọ cánh cứng trong họ Cerambycidae.